# 格雷弗尔芬
格雷弗尔芬（德語：Gräfelfing，發音：[ˈɡʁɛːfl̩fɪŋ]）是德国巴伐利亚州上巴伐利亚行政区慕尼黑县的市镇，面积9.58平方千米，2023年12月31日人口为13,673人。